# Motor cohete

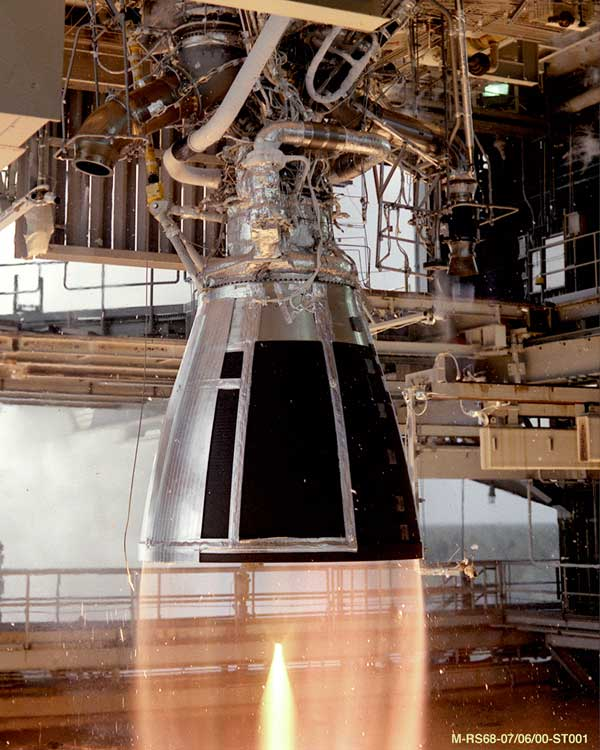
Prueba del RS-68 en el Centro Espacial Stennis de la NASA. Se trata de un motor cohete que funciona con hidrógeno y oxígeno líquidos.

Un motor de cohete es un motor de reacción autónomo. El empuje se genera mediante la expulsión a gran velocidad de masa en dirección contraria a la de la generación de la fuerza, como dictan las leyes de la mecánica. Usualmente, los motores cohete emplean una reacción de combustión para suministrar la energía necesaria para acelerar la masa de propulsante pero existen otras posibilidades que emplean energía nuclear o eléctrica en este cometido.
En la mayoría de los casos, los motores cohete presentan una relación empuje/peso muy alta que los convierte en sistemas adecuados para las exigentes condiciones de una misión de puesta en órbita, aunque el consumo específico (inverso del impulso específico) sea muy modesto en comparación con los motores a reacción no autónomos (en general, aerorreactores). Sin embargo, en todas sus variantes son los únicos sistemas de propulsión que pueden utilizarse en el espacio.

## Tipos
Existen varias clasificaciones de cohetes. La inmensa mayoría son cohetes químicos que obtienen la propulsión mediante reacciones químicas exotérmicas del propelente. Estos a su vez se dividen en:
- Motores de propergol sólido. Se refiere a los motores que emplean sustancias sólidas, por lo general una mezcla que se enciende.
- Motores de propergol líquido. Emplea uno o más propergoles líquidos que se mantienen en tanques antes del encendido. Según la técnica empleada para llevarlos a la cámara de combustión existen varios ciclos: presurizado los tanque, mediante un generador de gas, ciclo expansor y combustión escalonada. Existe una clase de propergoles que arden cuando entran en contacto, los propergoles hipergólicos, que eliminan la necesidad de un sistema de encendido. Otra variante son los cohetes monopropelentes que utilizan un solo propulsor, descompuesto mediante un catalizador. Los compuestos más empleados para monopropelentes son la hidrazina y el peróxido de hidrógeno.
- Motores de propergol híbrido. Tienen un propulsor sólido en la cámara de combustión y un segundo propelente líquido o gas se añade para realizar la combustión.

Los cohetes térmicos son cohetes donde el propelente es inerte, pero se calienta mediante una fuente de energía, generalmente no química, tal como solar, nuclear o radiante. Existe un motor que emplea un método muy similar, el motor iónico, que emplea una fuente de energía externa para acelerar iones. Aunque es un motor a reacción, no es propiamente un cohete ya que no emplea una tobera.

## Principio de funcionamiento

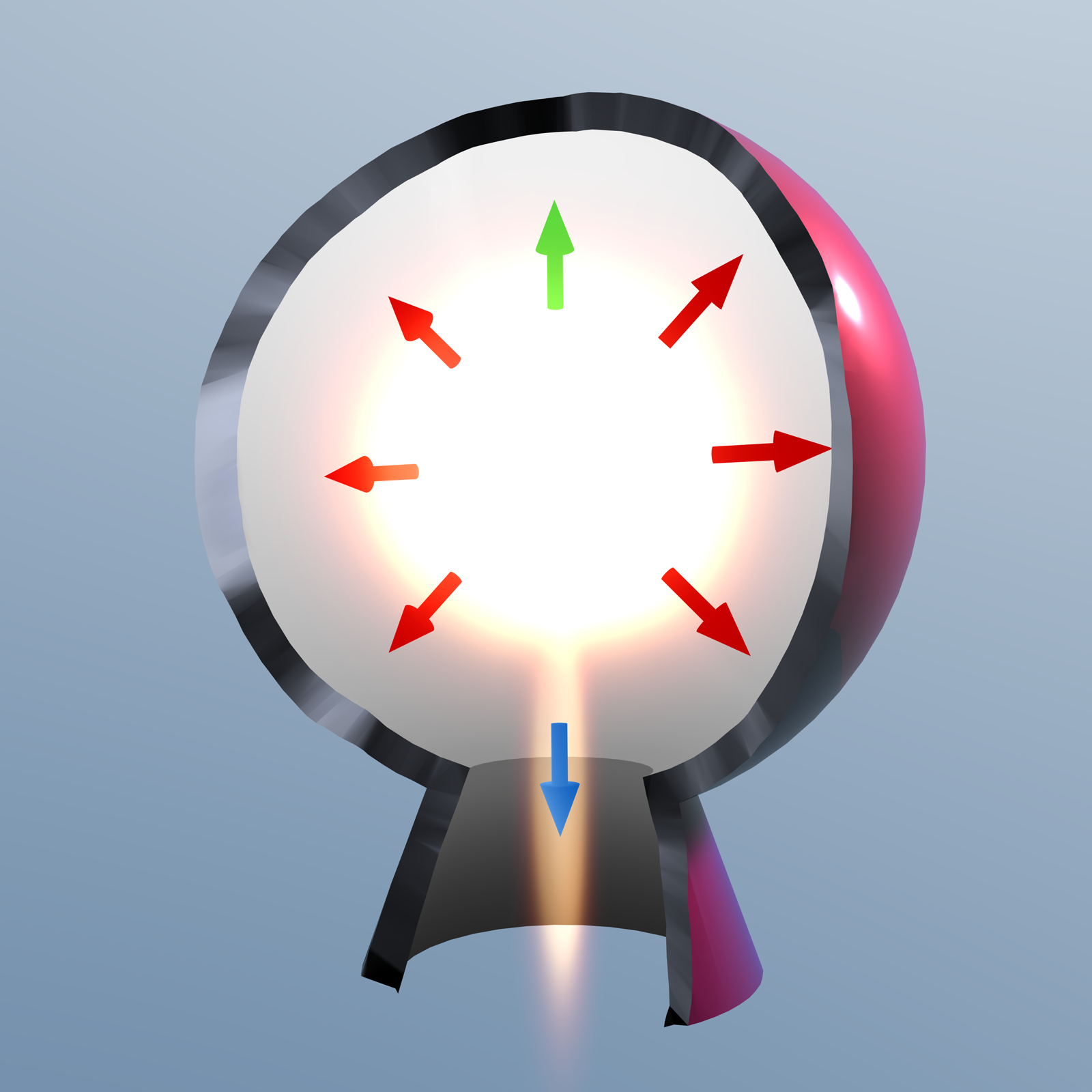
La presión dentro de la cámara de combustión impulsa a los gases hacia la tobera.

Los motores cohete producen el empuje por la expulsión a alta velocidad de un fluido. Este fluido es, casi siempre, un gas generado por la combustión dentro de una cámara de combustión a alta presión (10-200 bar) de propergoles sólidos o líquidos, que consta de dos componentes: combustible y oxidante.
El escape de fluido se hace pasar a través de una tobera de propulsión supersónica que utiliza la energía calorífica del gas para acelerar el escape a una velocidad muy alta, y la fuerza de reacción a esta empuja el motor en la dirección opuesta.
En los motores cohete las altas temperaturas y presiones favorecen el buen rendimiento, pues permite montar toberas más largas en el motor, lo que proporciona mayores velocidades de escape, así como un mejor rendimiento termodinámico.

### Introducción de los propergoles en la cámara de combustión
El propulsor del cohete es una masa que se almacena, por lo general en alguna forma de depósito de carburante, antes de ser expulsado por el motor cohete en forma de un chorro de fluido para producir empuje.
Los cohetes con propulsores químicos son los más comúnmente utilizados, tienen reacciones químicas exotérmicas que producen gas caliente que se utiliza para impulsarlos. Alternativamente, una masa químicamente inerte se puede calentar mediante una fuente de alta energía a través de un intercambiador de calor, y entonces no se emplea cámara de combustión.

Un motor cohete sólido.

Los cohetes de propelentes sólidos se preparan como una mezcla de combustible y comburente llamado 'grano' y la carcasa de almacenamiento de propelente se convierte efectivamente en la cámara de combustión. En los cohetes de combustible líquido normalmente una bomba impulsa, por separado, el combustible y el comburente a la cámara de combustión, donde se mezclan y queman. Los motores cohete híbridos utilizan una combinación de propulsores sólidos y líquidos o gaseosos. Los cohetes tanto líquidos como híbridos utilizan inyectores para introducir el propulsor en la cámara. Estos son a menudo una serie de simples chorros - agujeros por los que el propelente se escapa bajo presión, pero a veces pueden ser boquillas de pulverización más complejas. Cuando dos o más propulsores inyectan los chorros de los propulsores suelen chocar deliberadamente ya que esto rompe el flujo en gotas más pequeñas que se queman más fácilmente.

### Cámara de combustión
En los cohetes químicos, la cámara de combustión es generalmente solo un cilindro y muy pocas veces se utilizan estabilizadores de llama. Las dimensiones del cilindro son tales que los propergoles son capaces de reaccionar completamente; diferentes propergoles requieren diferentes tamaños de cámara de combustión para que esto ocurra. Esto conduce a un número llamado L*:
{\displaystyle L^{*}={\frac {V_{c}}{A_{t}}}}
donde:
- Vc es el volumen de la cámara
- At es el área de la garganta de la tobera.
L*:normalmente se sitúa en el intervalo de 0,64 a 1,5 m.
La combinación de temperaturas y presiones que normalmente se alcanzan en una cámara de combustión suele ser extrema en todos los sentidos. A diferencia de los motores a reacción que consumen aire, no está presente el nitrógeno atmosférico que tiene como efecto diluir y enfriar la combustión, y la temperatura puede alcanzar valores casi estequiométricos. Esto, en combinación con las altas presiones, significa que la velocidad de conducción de calor a través de las paredes es muy alta.

### Toberas

Distribución típica de la temperatura (T) y presión (p) y velocidad (v) en una tobera Laval.

El empuje del cohete es causado por las presiones que actúan en la cámara de combustión y en la tobera. Por la tercera ley de Newton, presiones iguales y opuestas actúan sobre el tubo de escape, y este se acelera a altas velocidades.

La tobera con su cono de expansión en forma de gran campana o boquilla da al motor cohete su forma característica.
En los cohetes, el gas caliente producido en la cámara de combustión se permite escapar de la cámara de combustión a través de una abertura (la "boca"), dentro de una boquilla de alta expansión relación 'de Laval'.
Cuando se proporciona suficiente presión a la tobera (aproximadamente 2,5 a 3 veces por encima de la presión ambiente) de la boquilla reactancias y se forma un chorro supersónico, acelerando dramáticamente el gas, convirtiendo la mayor parte de la energía térmica en energía cinética.
Las velocidades de escape varían dependiendo de la relación de expansión que la boquilla está diseñada para dar. No es raro que la velocidad de escape sea tan alta como diez veces la velocidad del sonido en el aire al nivel del mar.
Aproximadamente la mitad del empuje del motor del cohete proviene de las presiones desequilibradas dentro de la cámara de combustión y el resto proviene de las presiones que actúan contra el interior de la boquilla (véase el diagrama). A medida que el gas se expande (adiabáticamente), la presión contra las paredes de la boquilla hace que el motor del cohete se acelere en una dirección mientras el gas lo hace en la otra.

### Eficacia del propelente
Para la eficacia como propulsor de un motor cohete es importante crear las presiones máximas posibles en las paredes de la cámara y la boquilla para una cantidad específica de agente propulsor, ya que este es el origen del empuje. Esto puede lograrse por los siguientes métodos:
- calentar el propelente a una temperatura tan alta como sea posible (utilizando un combustible de alta energía, que contiene hidrógeno o carbono y, eventualmente metales como el aluminio, o incluso, teóricamente, con energía nuclear)
- utilizar un gas de baja densidad específica (tan rico en hidrógeno como sea posible)
- utilizar propulsores que son, o se descomponen en, moléculas sencillas con pocos grados de libertad para maximizar la velocidad de traslación.

Puesto que todas estas cosas minimizan la masa del propelente utilizado, y puesto que la presión es proporcional a la masa de propelente presente a acelerarse a medida que empujan en el motor, y dado que a partir de la tercera ley de Newton, la presión que actúa sobre el motor también actúa recíprocamente en el propelente, resulta que para cualquier motor dado la velocidad del propulsor que sale de la cámara no se ve afectada por la presión de la cámara (aunque el empuje es proporcional). Sin embargo, la velocidad se ve afectada significativamente por los tres de los factores anteriores y la velocidad de escape es una excelente medida de la eficiencia del motor propulsor. Esto se denomina velocidad de escape, y después se toman en cuenta factores que pueden reducir, la velocidad eficaz del extractor es uno de los parámetros más importantes de un motor cohete (aunque el peso, coste, facilidad de fabricación y otros suelen ser también muy importantes).
Por razones aerodinámicas del flujo va sónica (" chokes ") en la parte más estrecha de la boquilla, la 'garganta'. Puesto que la velocidad del sonido en gases aumenta con la raíz cuadrada de la temperatura, el uso de gas de escape caliente mejora considerablemente el rendimiento. En comparación, a temperatura ambiente, la velocidad del sonido en el aire es aproximadamente 340 m/s mientras que la velocidad del sonido en el gas caliente de un motor cohete puede ser más de 1700 m/s; gran parte de este rendimiento se debe a una temperatura más alta, pero adicionalmente se eligen propulsores de cohetes para ser de baja masa molecular, y esto también da una velocidad mayor en comparación con el aire.
La expansión en la tobera del cohete luego multiplica aún más la velocidad, típicamente entre 1,5 y 2 veces, dando un chorro de escape hipersónico muy colimado. El aumento de velocidad de una tobera del cohete es determinada principalmente por su expansión relación área-la relación entre el área de la garganta para el área en la salida, pero las propiedades detalladas del gas también son importantes. Aumentar la relación de boquillas son más masivas pero son capaces de extraer más calor de los gases de combustión, aumentando la velocidad de escape.
La eficiencia de la tobera está afectada en la atmósfera por los cambios de la presión atmosférica con la altitud, pero debido a las velocidades supersónicas del gas que sale de un motor cohete, la presión del chorro puede ser o bien por debajo o por encima de la ambiente, y el equilibrio entre los dos no se ha alcanzado en todas las altitudes (ver diagrama).

### Contrapresión y expansión óptima
Para un rendimiento óptimo de la presión del gas en el extremo de la boquilla solo debe ser igual a la presión ambiental: si la presión de los gases de escape es menor que la presión ambiente, a continuación, el vehículo será frenado por la diferencia de presión entre la parte superior del motor y la salida, por el otro lado, si la presión de los gases de escape es más alta, entonces la presión de escape que podría haber sido convertida en empuje no se convierte, y la energía se desperdicia.
| Efecto de la presión exterior sobre el rendimiento de la tobera |                                                                                            | | |
| |                                                                                            | | |
| Tobera subexpandida. El gas del chorro al final de la tobera tiene una presión mayor a la del ambiente por lo que la expansión continua fuera. Se desperdicia presión que se podría convertir en empuje. | Tobera crítica. La presión al final de la expansión en la tobera coincide con la ambiente. | Tobera sobreexpandida. La presión del chorro de gas es menor que la presión ambiente antes de acabar el recorrido por la tobera. El rendimiento también cae. Sin embargo, las toberas ligeramente sobreexpandidas producen más empuje que las toberas críticamente expandidas si no se produce la separación de la capa límite. | En las toberas con un gran sobreexpandido se pierde menos eficiencia, pero pueden causar problemas mecánicos con la tobera, y si el desprendimiento no es uniforme, producir fuerzas laterales. |
| El chorro se vuelve progresivamente más infraexpandido al ganar altura. Casi todos los motores cohete será un momento sumamente crecido en exceso durante el inicio de una atmósfera.                    |                                                                                            | | |

Para mantener este ideal de la igualdad entre la presión de salida de los gases de escape y la presión ambiente, el diámetro de la boquilla tendría que aumentar con la altitud, dando a la presión de una boquilla más tiempo para actuar sobre (y la reducción de la presión de salida y temperatura). Este aumento es difícil de conseguir de una manera ligera, aunque se hace rutinariamente con otras formas de motores a reacción. En rocketry una boquilla compromiso ligero y se utiliza generalmente una cierta reducción en el rendimiento atmosférica se produce cuando se utiliza con criterio distinto del "diseño altitud" o cuando estrangulado. Para mejorar esto se han propuesto varios diseños de boquillas exóticos tales como la boquilla de enchufe, un paso boquillas, la boquilla de expansión y el aerospike, cada una proporcionando alguna forma para adaptarse a los cambios en la presión del aire ambiente y permitiendo que el gas se expanda más en contra de la boquilla, dando empuje adicional a altas altitudes.
Al agotar en un ambiente lo suficientemente baja presión (vacío) varias cuestiones surgen. Uno es el enorme peso de la tobera, más allá de un cierto punto, para un vehículo en particular, el aumento de peso adicional de la tobera al aumentar su tamaño es mayor que el aumento de rendimiento obtenido. En segundo lugar, como los gases de escape se expanden adiabáticamente dentro de la boquilla se enfrían, y, finalmente, algunos de los productos químicos pueden congelar, la producción de 'nieve' en el chorro. Esto provoca inestabilidades en el chorro y se debe evitar.
En una tobera Laval, el desprendimiento de flujo de gas de escape se produce en una boquilla groseramente-expandida. Como el punto de separación no será uniforme alrededor del eje del motor, se puede producir una fuerza lateral en el motor. Esta fuerza lateral puede cambiar con el tiempo y dar lugar a problemas de control con el vehículo de lanzamiento.

### Orientación del empuje
Los vehículos requieren típicamente la orientación general de cambiar de dirección sobre la longitud de la quemadura. Un número de diferentes maneras para lograr esto han sido volado:
- Todo el motor está montado en una bisagra o un cardán y cualquier propelente alimenta llegar al motor a través de tuberías de baja presión flexibles o acoplamientos giratorio.
- Solo la cámara de combustión y la tobera se gimbled, las bombas son fijos, y se alimenta a alta presión adjuntar al motor.
- Varios motores (a menudo inclinadas en ángulos ligeramente) se despliegan pero estrangulado para dar el vector general de lo que se requiere, dando solo una penalización muy pequeña.
- Paletas, que soportan alta temperatura, penetran en los gases de escape y se puede inclinar para desviar el chorro.
- Los motores son fijos, y propulsores vernier se utilizan para dirigir el vehículo.
- Inyección de agua dentro de la tobera.

## Rendimiento general de los motores cohete
La tecnología de los cohetes puede combinar empuje muy altos (meganewtons), velocidades de escape muy altas (alrededor de 10 veces la velocidad del sonido en el aire a nivel del mar) y muy alta relación empuje / peso (> 100), además de ser capaz de operar fuera de la atmósfera, y permitiendo el uso de baja presión y por lo tanto, los tanques ligeros y estructura.
Los cohetes se puede optimizar aún más para un rendimiento aún más extremo a lo largo de uno o más de estos ejes a expensas de los otros.

### Impulso específico
El parámetro más importante para la eficiencia de un motor cohete es el impulso por unidad de propulsor, lo que se denomina impulso específico. Esto se mide ya sea como una velocidad (la velocidad eficaz del extractor en metros / segundo o pies / s) o como un tiempo (segundos). Un motor que da un gran impulso específico es normalmente muy deseable.
El impulso específico que se puede lograr es principalmente una función de la mezcla de propelente (en última instancia, es el factor que limita el impulso específico), pero los límites prácticos sobre presiones de la cámara y los coeficientes de expansión de tobera reducen el rendimiento que se puede lograr.
Rendimientos típicos de propelentes comunes
| mezcla                              | Vacío Isp (segundos) | velocidad eficaz de escape (m/s) |
| ----------------------------------- | -------------------- | -------------------------------- |
| oxígeno líquido/ hidrógeno líquido  | 455                  | 4462                             |
| oxígeno líquido/ queroseno (RP-1)   | 358                  | 3510                             |
| tetróxido de dinitrógeno/ hidrazina | 344                  | 3369                             |

Nota: todas las actuaciones en una relación toberas de expansión de 40

### Empuje neto
A continuación se muestra una ecuación aproximada para calcular el empuje neto de un motor cohete:
{\displaystyle F_{n}={\dot {m}}\;v_{e}={\dot {m}}\;v_{e-act}+A_{e}(p_{e}-p_{amb})}
| donde:                     | |
| {\displaystyle {\dot {m}}} | = Caudal másico del gas de escape                                                                                    |
| {\displaystyle v_{e}}      | = Velocidad eficaz de escape                                                                                         |
| {\displaystyle v_{e-act}}  | = Velocidad del chorro real en el plano de salida de la tobera                                                       |
| {\displaystyle A_{e}}      | = Área de flujo en el plano de salida de la tobera (o el plano en el que el chorro saliente se separan de la tobera) |
| {\displaystyle p_{e}}      | = Presión estática en el plano de salida de la tobera                                                                |
| {\displaystyle p_{amb}}    | = presión ambiente (o atmosférica)                                                                                   |
Dado que, a diferencia de un motor a reacción, un motor cohete convencional carece de toma de aire, no hay "arrastrar frontal" a deducir del empuje bruto. En consecuencia, el empuje neto de un motor cohete es igual al empuje bruto (aparte de la contrapresión estática).
El término {\displaystyle {\dot {m}}\;v_{e-act}\,} representa el empuje impulso, que se mantiene constante en una posición determinada del acelerador, mientras que el término {\displaystyle A_{e}(p_{e}-p_{amb})\,} representa el término empuje de la presión. A toda velocidad, el empuje neto de un motor cohete mejora ligeramente al aumentar la altitud, ya que como la presión atmosférica disminuye con la altitud, la presión de empuje aumenta plazo. En la superficie de la Tierra el empuje de la presión se puede reducir hasta en un 30%, dependiendo del diseño del motor. Esta reducción disminuye aproximadamente exponencialmente a cero al aumentar la altitud.
El empuje máximo para un motor cohete se consigue maximizar la contribución dinámica de la ecuación, sin incurrir en sanciones de más expansión de los gases de escape. Esto ocurre cuando {\displaystyle p_{e}=p_{amb}}. Dado que los cambios de presión atmosférica con la altitud, los motores cohete de pasan muy poco tiempo de funcionamiento a la máxima eficiencia.

### Empuje específico en el vacío
Debido a que el impulso específico varía con la presión, es útil una cantidad fácil de comparar y calcular. Debido a que los cohetes estrangulador en la garganta, y que el escape supersónico evita influencias externas en la presión, resulta que la presión a la salida es idealmente exacta proporcional al flujo de propelente, siempre que las proporciones de mezcla y eficiencia de la combustión se mantengan. Por tanto, es bastante usual reordenar ligeramente la ecuación anterior:
{\displaystyle F_{vac}=C_{f}\,{\dot {m}}\,c^{*}}
y así definir Isp vacío como:
{\displaystyle v_{evac}=C_{f}\,c^{*}\,}
donde:
  {\displaystyle c^{*}}  =  La  velocidad del sonido constante en la garganta
{\displaystyle C_{f}}  =   El coeficiente constante de empuje de la boquilla (normalmente alrededor de 2)
Y por lo tanto:
{\displaystyle F_{n}={\dot {m}}\,v_{evac}-A_{e}\,p_{amb}}

### Regulación de la potencia
La potencia se pueden regular mediante el control de la tasa de combustión de los propelentes (usualmente medida en kg/s o libras/s). En los cohetes líquidos e híbridos, el flujo de propergol que entra en la cámara se controla por medio de válvulas, en los cohetes sólidos se controla cambiando el área de propelente que se está quemando y esto se realiza con el diseñado del grano propulsor (y por lo tanto no se puede controlar en tiempo real, sino que es algo preestablecido).
Generalmente se pueden regular hacia abajo hasta una presión de salida de alrededor de un tercio de la presión ambiente (a menudo la separación del flujo límite en las toberas) y hasta un límite máximo determinado únicamente por la resistencia mecánica del motor.
En la práctica, el grado en que los cohetes se pueden regular varía grandemente, pero la mayoría de los cohetes se pueden regular por un factor de 2, sin gran dificultad. La limitación típica es la estabilidad de la combustión, como por ejemplo, los inyectores necesita una presión mínima para evitar la activación de oscilaciones perjudiciales (chugging o inestabilidades de combustión); pero los inyectores a menudo puede ser optimizados y probados para gamas más amplias. Los cohetes de combustible sólidos se pueden regular mediante el uso de granos de forma que variarán su área de superficie a lo largo de la combustión.

### Eficiencia energética

Eficiencia energética de la propulsión a reacción en función de la velocidad del vehículo dividida por la velocidad de escape eficaz

Para estudiar la eficiencia energética de un motor cohete debemos estudiar dos aspectos uno termodinámico, la conversión de la energía térmica de los gases dentro de la cámara de combustión en cinética en el chorro. Y por otro lado esta la transferencia de la energía cinética del chorro al vehículo.  
Las toberas de los motores cohete son sorprendentemente eficaces máquinas térmicas para generar un chorro de alta velocidad, como consecuencia de la combustión de alta temperatura y alta relación de compresión. Las toberas de los cohetes dan una excelente aproximación a la expansión adiabática que es un proceso reversible, y por lo tanto dan eficiencias que están muy cerca a la del ciclo de Carnot. Teniendo en cuenta las temperaturas alcanzadas, se puede lograr más del 60% de eficiencia con los cohetes químicos. Pero en los motores con propergoles líquidos hay que descontar el trabajo necesario para impulsarlos y aumentar su presión. Existen varios esquemas, algunos utilizan sustancias distintas y otros quema parte de los propergoles para impulsar la turbobomba. Lo cual penaliza el rendimiento térmico global y el mecánico ya que hay que llevar más peso, combustible e infraestructura.  
Pero el rendimiento total es más bajo ya que para un vehículo que emplea un motor cohete de la eficiencia energética óptima sucede cuando la velocidad del vehículo coincide con la velocidad de escape de los gases. La eficiencia energética es casi nula a velocidad cero, como para cualquier tipo de propulsión a chorro. Va aumentado hasta llegar al óptimo y luego vuelve a disminuir de forma más lenta. Véase la eficiencia energética de los cohetes para más detalles.

### Relación empuje-peso
Los motores cohete, de todos los motores a reacción, de hecho, de esencialmente todos los motores, tienen el mayor empuje en relación con el peso. Esto es especialmente cierto para los motores cohete de propelente líquido.
Este alto rendimiento se debe al pequeño volumen de los recipientes a presión que componen el motor-las bombas, tuberías y cámaras de combustión implicados. La falta de conducto de entrada y el uso de un propelente líquido denso permite que el sistema de presurización ser pequeño y ligero, mientras que los motores de conducto tiene que tratar con aire que tiene una densidad de alrededor de mil veces menor.
| Motor Jet o cohete                                                      | Masa, kg (lbs) | Empuje, kN (lbs) | Relación empuje a peso |
| ----------------------------------------------------------------------- | -------------- | ---------------- | ---------------------- |
| motor cohete nuclear RD-0410                                            | 2000           | 35.2             | 1.8                    |
| Pratt & Whitney J58 (motor del SR-71 Blackbird)                         | 2722           | 150              | 5.2                    |
| Motor del Concorde: Rolls-Royce/Snecma Olympus 593 turbojet with reheat | 3175           | 169.2            | 5.4                    |
| Pratt & Whitney F119                                                    | 1800           | 91               | 7.95                   |
| motor cohete RD-0750, de tres-propergoles                               | 4621           | 1413             | 31.2                   |
| motor cohete RD-0146                                                    | 260            | 98               | 38.5                   |
| SSME motor cohete del Transbordador Espacial                            | 3177           | 2278             | 73.2                   |
| motor cohete RD-180                                                     | 5393           | 4152             | 78.6                   |
| motor cohete RD-170                                                     | 9750           | 7906             | 82.7                   |
| F-1 (Saturn V first stage)                                              | 8391           | 7740.5           | 94.1                   |
| motor cohete NK-33                                                      | 1222           | 1638             | 136.8                  |
| motor cohete Merlin 1D                                                  | 440            | 690              | 160                    |

|                          | RL-10                   | HM7B                                | Vinci                   | KVD-1                 | CE-7.5                | CE-20                               | YF-75                               | YF-75D                  | RD-0146                 | ES-702                              | ES-1001                             | LE-5                                | LE-5A                                                                         | LE-5B                                                                      |
| ------------------------ | ----------------------- | ----------------------------------- | ----------------------- | --------------------- | --------------------- | ----------------------------------- | ----------------------------------- | ----------------------- | ----------------------- | ----------------------------------- | ----------------------------------- | ----------------------------------- | ----------------------------------------------------------------------------- | -------------------------------------------------------------------------- |
| País de origen           | Estados Unidos          | Francia                             | Francia                 | Unión Soviética       | India                 | India                               | China                               | China                   | Rusia                   | Japón                               | Japón                               | Japón                               | Japón                                                                         | Japón                                                                      |
| Ciclo                    | Ciclo expansor (cohete) | Ciclo con generador de gas (cohete) | Ciclo expansor (cohete) | Combustión escalonada | Combustión escalonada | Ciclo con generador de gas (cohete) | Ciclo con generador de gas (cohete) | Ciclo expansor (cohete) | Ciclo expansor (cohete) | Ciclo con generador de gas (cohete) | Ciclo con generador de gas (cohete) | Ciclo con generador de gas (cohete) | Ciclo expansor con purga (o ciclo expansor abierto) （Expansor de boquillas） | Ciclo expansor con purga (o ciclo expansor abierto) （Expansor de cámara） |
| Empuje (vac.)            | 66,7 kN (15 000 lbf)    | 62,7 kN                             | 180 kN                  | 69.6 kN               | 73 kN                 | 200 kN                              | 78,45 kN                            | 88,26 kN                | 98,1 kN (22.054 lbf)    | 68,6kN (7,0 tf)                     | 98kN (10,0 tf)                      | 102,9kN (10.5 tf)                   | r121,5kN (12,4 tf)                                                            | 137,2kN (14 tf)                                                            |
| Relación de mezcla       |                         |                                     |                         |                       |                       |                                     | 5,2                                 | 6,0                     |                         | 5,2                                 | 6,0                                 | 5,5                                 | 5                                                                             | 5                                                                          |
| Ratio de boquilla        | 40                      |                                     |                         |                       |                       | 100                                 | 80                                  | 80                      |                         | 40                                  | 40                                  | 140                                 | 130                                                                           | 110                                                                        |
| Isp (vac.)               | 433                     | 444,2                               | 465                     | 462                   | 454                   | 443                                 | 438                                 | 442                     | 463                     | 425                                 | 425                                 | 450                                 | 452                                                                           | 447                                                                        |
| Presión de la cámara:MPa | 2,35                    | 3,5                                 | 6,1                     | 5,6                   | 5,8                   | 6,0                                 | 3,68                                |                         | 7,74                    | 2,45                                | 3,51                                | 3.65                                | 3,98                                                                          | 3,58                                                                       |
| LH2 TP rpm               |                         |                                     |                         |                       |                       |                                     |                                     |                         | 125.000                 | 41.000                              | 46.310                              | 50.000                              | 51.000                                                                        | 52.000                                                                     |
| LOX TP rpm               |                         |                                     |                         |                       |                       |                                     |                                     |                         |                         | 16.680                              | 21.080                              | 16.000                              | 17.000                                                                        | 18.000                                                                     |
| Longitud m               | 1,73                    | 1,8                                 | 2,2~4,2                 | 2,14                  | 2,14                  |                                     | 2,8                                 |                         | 2,2                     |                                     |                                     | 2,68                                | 2,69                                                                          | 2,79                                                                       |
| Peso seco en kg          | 135                     | 165                                 | 280                     | 282                   | 435                   | 558                                 | 550                                 |                         | 242                     | 255.8                               | 259.4                               | 255                                 | 248                                                                           | 285                                                                        |

Los empujes de los cohetes son en el vacío a menos que se indique lo contrario
De los propulsores líquidos utilizados el de peor densidad, más baja, es el hidrógeno líquido. Aunque este propulsor posee grandes virtudes en muchos sentidos, tiene una densidad muy baja, aproximadamente un catorceavo de la del agua. Esto hace que las turbobombas y tuberías más grandes y pesadas, y esto se refleja en la relación del empuje al peso de los motores que se utilizan (por ejemplo el SSME) en comparación con aquellos que no lo hacen (NK-33).

## Refrigeración
Por razones de eficiencia, y debido a que físicamente se puede, los motores cohetes funcionan con temperaturas de combustión que pueden alcanzar ~ 3500 K (~ 3227 °C).
La mayoría de los motores a reacción tiene una turbina de gas en el conducto de escape de los gases calientes. Debido a su gran superficie, son difíciles de enfriar y por lo tanto hay una necesidad de realizar la combustión a temperaturas mucho menores, con la consecuente pérdida de eficiencia. Además los motores con conducto emplean aire como oxidante, que contiene cerca de un 80% nitrógeno en gran parte no reactivo, lo que diluye la reacción y disminuye la temperatura. Los motores cohete no tienen ninguna de estas desventajas inherentes.
Por lo tanto en los motores cohete las temperaturas obtenidas son muy a menudo mucho más elevadas que el punto de fusión de los materiales de cámara de combustión y la tobera (~ 1200 K para el cobre). Algunos materiales como el grafito y el wolframio tiene puntos de fusión superiores, sin embargo, ambos sufren oxidación si no está protegidos. De hecho muchos materiales estructurales pueden hacer de propelentes perfectamente aceptables en su propio derecho. Es importante que estos materiales se impide la combustión, fusión o vaporización hasta el punto de fallo. Cuando esto se produce a veces se llama, un tanto en broma, como un "escape del motor enriquecido". La tecnología de materiales potencialmente pone el límite máximo a la temperatura de escape de los cohetes químicos.
Alternativamente, los cohetes pueden utilizar materiales estructurales más comunes, tales como el aluminio, el acero, el níquel o las aleaciones de cobre y emplean sistemas de refrigeración que impiden que el material de construcción en sí se caliente demasiado. enfriamiento regenerativo , donde se pasa el propelente a través de tubos alrededor de la cámara de combustión o la tobera, y otras técnicas, tales como la refrigeración o enfriamiento cortina de película, se emplean para dar más tiempo de vida a la tobera y la cámara. Estas técnicas asegurar que la capa límite térmica gaseosa adyacente al material se mantiene por debajo de la temperatura que lo haría fallar catastróficamente.
En los cohetes, los flujos de calor que pueden pasar a través de la pared se encuentran entre los más altos de ingeniería, generalmente, se encuentran en el intervalo de 1 hasta 200 MW / m². Los flujos de calor más fuertes se encuentran en la garganta, que a menudo es dos veces superior al que se encuentra en la cámara de combustión o en la tobera. Aunque la temperatura es más baja que en la cámara, esto es debido a la combinación con altas velocidades (que da una capa límite muy fina). (Ver toberas de cohetes por encima de las temperaturas en la tobera).
En los cohetes los métodos refrigerantes incluyen:
1. sin refrigeración (utilizado principalmente para encendidos cortos de ensayo)
2. paredes ablativas (paredes están revestidas con un material que se evapora continuamente y se llevó).
3. enfriamiento por radiación térmica (la cámara se calienta casi al rojo blanco e irradia el calor hacia afuera)
4. volcar enfriamiento (un propelente, generalmente hidrógeno, se hace pasar alrededor de la cámara y de dumping)
5. refrigeración regenerativa (los cohetes de propergoles líquidos utilizan el combustible, o de vez en cuando el oxidante, para enfriar la cámara a través de una camisa de refrigeración antes de ser inyectado)
6. cortina de refrigeración (la inyección de carburante está dispuesto de manera que la temperatura de los gases es menor en las paredes)
7. película de refrigeración (superficies se humedecen con propergol líquido, que se enfría a medida que este se evapora)

En todos los casos el efecto de enfriamiento que impide que la pared de la destrucción es debido a una delgada capa de fluido aislante (capa límite) que está en contacto con las paredes mucho más fría que la temperatura de combustión. Mientras esta capa límite está intacta la pared no será dañado. La interrupción de la capa límite se puede producir durante fallos de refrigeración o por inestabilidades de la combustión, y la destrucción de la pared generalmente tiene lugar poco después.
Con enfriamiento regenerativo una segunda capa límite se encuentra en los conductos de refrigerante alrededor de la cámara. El espesor de esta capa límite tiene que ser lo más pequeño posible, ya que la capa límite actúa como un aislante entre la pared a enfriar y el refrigerante. Esto se puede conseguir haciendo la velocidad del refrigerante en los conductos lo más alto posible.
En la práctica, la refrigeración regenerativa se utiliza casi siempre en conjunción con la cortina de refrigeración o la película de refrigeración.
En los motores con propergoles líquidos a menudo se hacen una alimentación rica en combustible, lo que hace una temperatura combustión más baja. El enfriado del escape reduce las cargas de calor en el motor lo que permiten materiales de menor costo, un sistema de refrigeración simplificado, pero un motor de menor rendimiento.

## Condicionantes mecánicos
Las cámaras de combustión normalmente operan a presión relativamente alta, normalmente 10 a 200 bar (1 a 20 MPa) algunas por encima de los 400 bar. Cuando se opera dentro de la presión atmosférica significativa, mayores presiones de la cámara de combustión dan un mejor rendimiento al permitir una boquilla más grande y más eficiente para montarse sin que el chorro se sobreexpanda en exceso.
Sin embargo, estas presiones altas causan que la parte más externa de la cámara de este bajo tensiones circunferenciales muy elevadas  - los motores cohete son recipientes a presión.
Además, debido a las altas temperaturas reinantes en los motores cohete los materiales utilizados tienden a sufrir una disminución significativamente de su resistencia a la tracción.
Además, los gradientes de temperatura significativos se configuran en las paredes de la cámara y la boquilla, estos expansión diferencial causa de la camisa interior que crean tensiones internas.

## Vibraciones
Además, la vibración extrema y el ambiente acústico en el interior de un motor cohete comúnmente destaca algunos picos muy por encima de los valores medios, especialmente por la presencia de resonancias similares a la de los tubos de órgano y las turbulencias del gas.

### Inestabilidades de la combustión
La combustión puede presentar inestabilidades no deseadas, de naturaleza repentina o periódica. La presión en la cámara de inyección puede aumentar hasta que el flujo de propelente a través de la placa del inyector disminuye; un momento después la presión disminuye y aumenta el flujo, la inyección de más propelente en la cámara de combustión se quema un momento más tarde, y aumenta de nuevo la presión de la cámara, repitiendo el ciclo. Esto puede conducir oscilaciones de presión de gran amplitud, a menudo en el rango ultrasónico, que puede dañar el motor. Oscilaciones de ± 0,1 Bar a 25 kHz fueron la causa del fallo de los motores de la segunda etapa de las primeras versiones de los misiles Titan II. Otra forma fallo es la transición de deflagración a detonación; la onda de presión supersónica formada en la cámara de combustión puede destruir el motor.
Las inestabilidades de la combustión puede ser provocada por restos de disolventes de limpieza en el motor, una onda de choque reflejada, la inestabilidad inicial después de la ignición, una explosión cerca de la boquilla que se refleja en la cámara de combustión, y muchos más factores. En los diseños de motores estables las oscilaciones se amortiguan rápidamente, en diseños inestables persisten durante períodos prolongados. Comúnmente se utilizan supresores de oscilación.
Variaciones periódicas de empuje, causados por la inestabilidad de combustión o vibraciones longitudinales de estructuras entre los tanques y los motores que modulan el flujo propulsor, que se conoce como "oscilaciones pogo" o "pogo", llamado así por el saltador.
Existen tres tipos de inestabilidades de la combustión se producen:
Chugging
Esta es una oscilación de baja frecuencia en algunos hertzios en la cámara de presión generalmente causada por variaciones de presión en las tuberías de alimentación debido a las variaciones en la aceleración del vehículo. Esto puede causar una variación cíclica en el empuje, y los efectos pueden variar desde la mera molestia a dañar realmente la carga útil o el vehículo. El chugging puede minimizarse mediante el uso de tubos llenos de gas de amortiguación en las líneas de alimentación de los propulsores de alta densidad.
Zumbido
Este puede ser causado debido a la caída de presión insuficiente a través de los inyectores. Por lo general es sobre todo molesto, en lugar de ser perjudicial. Sin embargo, en casos extremos, la combustión puede llegar a ser forzada hacia atrás a través de los inyectores - esto puede causar explosiones con monopropelentes.
Screeching
Este es el más inmediato perjudicial, y la más difícil de controlar. Es debido a la acústica dentro de la cámara de combustión, que a menudo se acopla a los procesos químicos de la combustión, que son los principales impulsores de la liberación de energía, y puede conducir a la inestabilidad resonante "chirrido" que frecuentemente lleva a una falla catastrófica debido al disminución de la capa límite aislante térmica. Las oscilaciones acústicas pueden ser excitados por los procesos térmicos, tales como el flujo de aire caliente a través de un tubo o en una cámara de combustión. Específicamente, las ondas acústicas dentro de una cámara puede intensificarse si la combustión se produce con mayor intensidad en las regiones donde la presión de la onda acústica es máxima. 
Estos efectos son muy difíciles de predecir analíticamente durante el proceso de diseño, y por lo general han de estudiarse mediante pruebas costosa, consume tiempo y extensiva, combinada medidas de corrección mediante ensayo y error. El Screeching a menudo requiera cambios detallados en los inyectores, o cambios en la química del propelente, o la vaporización del propelente antes de la inyección, o el uso de amortiguadores de Helmholtz dentro de las cámaras de combustión para cambiar los modos resonantes de la cámara.
Pruebas para la posibilidad de chirrido se hace a veces por la explosión de pequeñas cargas explosivas fuera de la cámara de combustión con un tubo fijado tangencialmente a la cámara de combustión cerca de los inyectores para determinar la respuesta impulsiva del motor y luego evaluar el tiempo de respuesta de la cámara de presión, una recuperación rápida indica un sistema estable.

### Ruido del escape
Para todos los tamaños más pequeños pero muy, escape cohete en comparación con otros motores en general es muy ruidoso. Cuando el escape hipersónico se mezcla con el aire ambiente se forman ondas de choque. El transbordador espacial genera más de 200 dB (A) de ruido alrededor de su base.
El lanzamiento Saturno V fue detectable en sismómetros a una distancia considerable del lugar de lanzamiento. La intensidad de sonido de las ondas de choque generadas depende del tamaño del cohete y de la velocidad de escape. Estas ondas de choque parecen explicar el crujido característico y sonidos de chasquidos producidos por los grandes motores de cohete cuando se escucha en vivo. Estos picos de ruido suelen sobrecargar micrófonos y aparatos electrónicos de audio, por lo que generalmente se debilitan o totalmente ausente en grabados o emitidos reproducciones de audio. Para los grandes cohetes a corta distancia, los efectos acústicos en realidad podría matar.
Más preocupante para las agencias espaciales, tales niveles de sonido también puede dañar la estructura de lanzamiento, o peor aún, se pueden reflejar hacia arriba de vuelta al cohete relativamente delicado. Esta es la razón por la que normalmente en los lanzamientos se usa gran cantidad de agua. La pulverización de agua cambia las cualidades acústicas del aire y reduce o desvía la energía del sonido fuera del cohete.
En general el ruido es más intensa cuando un cohete está cerca de la tierra, ya que el ruido de los motores se irradia hasta lejos del penacho, así como se refleja en el suelo. Además, cuando el vehículo se está moviendo lentamente, muy poca de la energía de cinética de los gases se transfiere para aumentar la energía cinética del vehículo (la potencia útil P transmitida al vehículo es P = F·V para el empuje F y la velocidad V ). Por esto, la mayor parte de la energía se disipa en la interacción de los gases de escape con el aire ambiente, produciendo ruido. Este ruido se puede reducir ligeramente mediante trincheras de llama con techos, inyección de agua alrededor del penacho o desviando del penacjo en un ángulo.

## Química
Los propulsores de los cohetes requieren una alta energía específica (energía por unidad de masa), porque idealmente toda la energía de reacción aparece como energía cinética de los gases de escape, y la velocidad de escape es el parámetro más importante el rendimiento de un motor, del que depende el rendimiento del vehículo.
Aparte de las inevitables pérdidas y las imperfecciones en el motor por combustión incompleta y por otros factores, después de la energía de reacción específica, el principal límite teórico que limita la velocidad de escape obtenida es que, de acuerdo con las leyes de la termodinámica, una fracción de la energía química puede producir la rotación de las moléculas de escape, donde no está disponible para la producción de empuje. Gases monoatómicos como el helio tienen solo tres grados de libertad, que corresponde a las tres dimensiones del espacio, {x,y,z}, y solo tales moléculas con simetría esférica escapan de este tipo de pérdida. Una molécula diatómica como H2 puede girar alrededor de uno de los dos ejes perpendiculares a la unión de los dos átomos, y como la ley de la equipartición de la mecánica estadística exige que la energía térmica disponible se divida por igual entre los grados de libertad, en un gas en equilibrio térmico 3/5 de la energía puede entrar en movimiento unidireccional, y 2/5 en rotación. Una molécula triatómica como el agua tiene seis grados de libertad, por lo que la energía se divide por igual entre los grados de rotación y de libertad de traslación. Para la mayoría de las reacciones químicas esta última situación es la habitual. Este problema es tradicionalmente descrito en términos de la relación gamma, que relaciona el calor específico del gas a volumen constante cuando pasa a presión constante. La pérdida de energía rotacional es recuperada en gran medida en la práctica si la boquilla de expansión es lo suficientemente grande como para permitir que los gases se expandan y se enfríen lo suficiente. La función de la boquilla es la de convertir los movimientos aleatorios térmicos de las moléculas en la cámara de combustión en un movimiento unidireccional que produzca el empuje deseado. Mientras el gas de escape permanece en equilibrio mientras se expande, la energía de rotación inicial será devuelta en gran parte al movimiento de traslación de la boquilla.
Aunque la energía de reacción específica por unidad de masa de los reactantes es clave, el bajo peso molecular medio en los productos de reacción es también importante en la práctica para determinar la velocidad de escape. Esto se debe a las altas temperaturas de los gases en los motores cohete, lo que plantea serios problemas de ingeniería para garantizar una mínima durabilidad de estos motores. Dado que la temperatura es proporcional a la media de energía por molécula, una determinada cantidad de energía distribuida entre más moléculas de menor masa permite una velocidad de escape superior a una temperatura dada. Esto significa que los elementos de baja masa atómica se ven favorecidos. El hidrógeno líquido (LH2) y el oxígeno líquido (LOX, o LO2), son los propulsores más efectivos en términos de velocidad de escape ampliamente utilizados hasta la fecha, aunque algunas combinaciones exóticas que implican boro u ozono líquido son potencialmente algo mejores en teoría, y para ser utilizados primero deben resolver varios problemas prácticos importantes.
Es importante tener en cuenta en el cálculo de la energía de reacción específico, que la masa entera de los propelentes, incluyendo tanto el combustible y el oxidante , debe ser incluido. El hecho de que los motores de aspiración de aire suelen ser capaces de obtener oxígeno "gratis" sin tener que llevar consigo, representa un factor de por qué respiran aire motores son mucho más eficiente propulsor de la masa, y la razón que los motores de cohete son mucho menos adecuado para aplicaciones terrestres más comunes. Combustibles para automóviles o los motores de turborreactor , utilizar el oxígeno atmosférico y por lo tanto tienen una salida de energía mucho mejor eficaz por unidad de masa de propelente que debe realizarse, pero que son similares por unidad de masa de combustible.
Los programas de computadora que predicen el rendimiento de los motores de los cohetes propulsores en disponibles.
Cohetes eléctricos
Existen tres tipos principales de cohetes eléctricos: arco eléctrico, iónicos y de plasma.
En los de arco eléctrico, la substancia de trabajo es conducida a una cámara a presión donde, por medio de un arco eléctrico, es calentada, obteniéndose un gas similar al caso del cohete químico, el cual es acelerado de la misma forma; mediante una geometría adecuada al ducto en el que se desempeña.
Los motores iónicos y de plasma se basan en las características eléctricas de la materia. En el caso de los primeros, la sustancia de trabajo es ionizada, generalmente quitándole electrones, de modo que pueda ser acelerada utilizando campos electrostáticos; a la salida del acelerador los electrones se reintegran a los átomos ionizados para no romper el equilibrio eléctrico del vehículo. El modo más extendido para producir esta ionización es por medio de un metal poroso (p.e. tungsteno) calentado.
En el último tipo de propulsión eléctrica, la substancia de trabajo es ionizada para producir un plasma conductor de electricidad, con lo cual es posible acelerar los gases utilizando campos magnéticos perpendiculares en la dirección de la corriente eléctrica. En la mayoría de los casos el plasma es producido por un arco eléctrico, y los motores funcionan de forma intermitente.

## Ignición
En los cohetes líquidos e híbridos, el encendido inmediato del propergol es esencial, ya que primero entra en la cámara de combustión.
Con propulsores líquidos (pero no gaseoso), si no se enciende en milisegundos suele causar que exista demasiado propergol líquido dentro de la cámara, y cuando se produce la ignición la cantidad de gas caliente creado a menudo excede la presión máxima de diseño de la cámara. El recipiente a presión a menudo fallan catastróficamente. Esto se denomina a veces un comienzo duro.
La ignición se puede lograr mediante un abanico de diferentes métodos; se puede utilizar una carga pirotécnica, una antorcha de plasma, o descargas eléctricas de encendido. Algunas combinaciones de combustible/comburente se inflaman al entrar en contacto (hipergólicos), y los propergoles no hipergólicos pueden "encenderse químicamente" cebando las líneas de combustible con propergoles hipergólicos (popular en los motores rusos).
Los propergoles gaseosos generalmente no causan dificultades en el arranque, la superficie total de inyector es menor que la garganta por lo tanto la presión de la cámara tiende a temperatura ambiente antes de la ignición y no pueden formar altas presiones incluso si toda la cámara está llena de gas inflamable en la ignición.
Los propelentes sólidos generalmente se encienden con un solo disparo de artificios pirotécnicos.
Una vez encendido, cámaras de cohetes son autosuficientes y no son necesarios encendedores. En efecto, las cámaras a menudo se reavivan espontáneamente si se reinician después de haber sido apagado durante unos segundos. Sin embargo, cuando se enfría, muchos cohetes no se pueden reiniciar sin por lo menos un mantenimiento menor, tales como el reemplazo del iniciador pirotécnico.

## Física del penacho

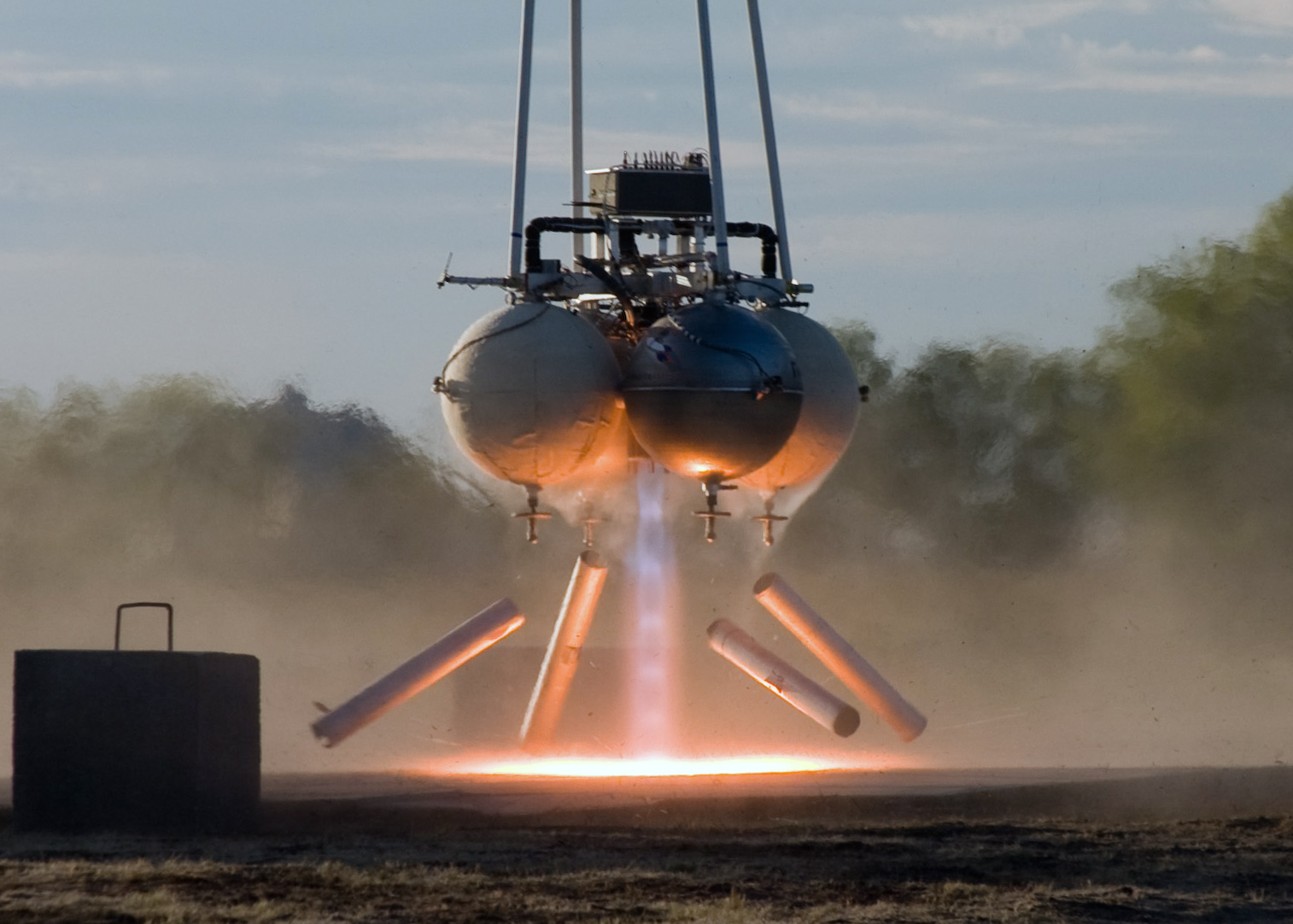
Vehículo aeroespacial Armadillo quad muestra visible bandas (diamantes de choque) en el penacho de escape

La forma del penacho varía dependiendo del motor cohete da la altitud de diseño, la altitud, el empuje y otros factores.
Los escape de quemar queroseno son ricos en carbono lo que a menudo les da un color naranja debido a la radiación del cuerpo negro de las partículas no quemadas, además de las azules bandas de Swan. Los cohetes con oxidante a base de peróxido de hidrógeno los penachos contienen gran proporción de vapor y son casi invisibles a simple vista, pero brillan intensamente en el ultravioleta y rayos infrarrojos. Los penachos de los cohetes sólidos pueden ser altamente visible pues el propelente frecuentemente contiene metales como el aluminio que arde con una llama de color blanco-naranja y añade energía al proceso de combustión.
Algunos tubos de escape, en especial si emplean alcohol, pueden mostrar visibles diamantes de choque. Estos se deben a las variaciones cíclicas de la presión penacho respecto la ambiental que forma ondas de choque que crean los "discos de Mach".
La forma de la pluma varía desde la altitud de diseño, a gran altura el escape de todos los cohetes está muy insuficientemente expandido, y un porcentaje bastante pequeño de gases de escape realmente terminan hacia delante en expansión.

## Pruebas

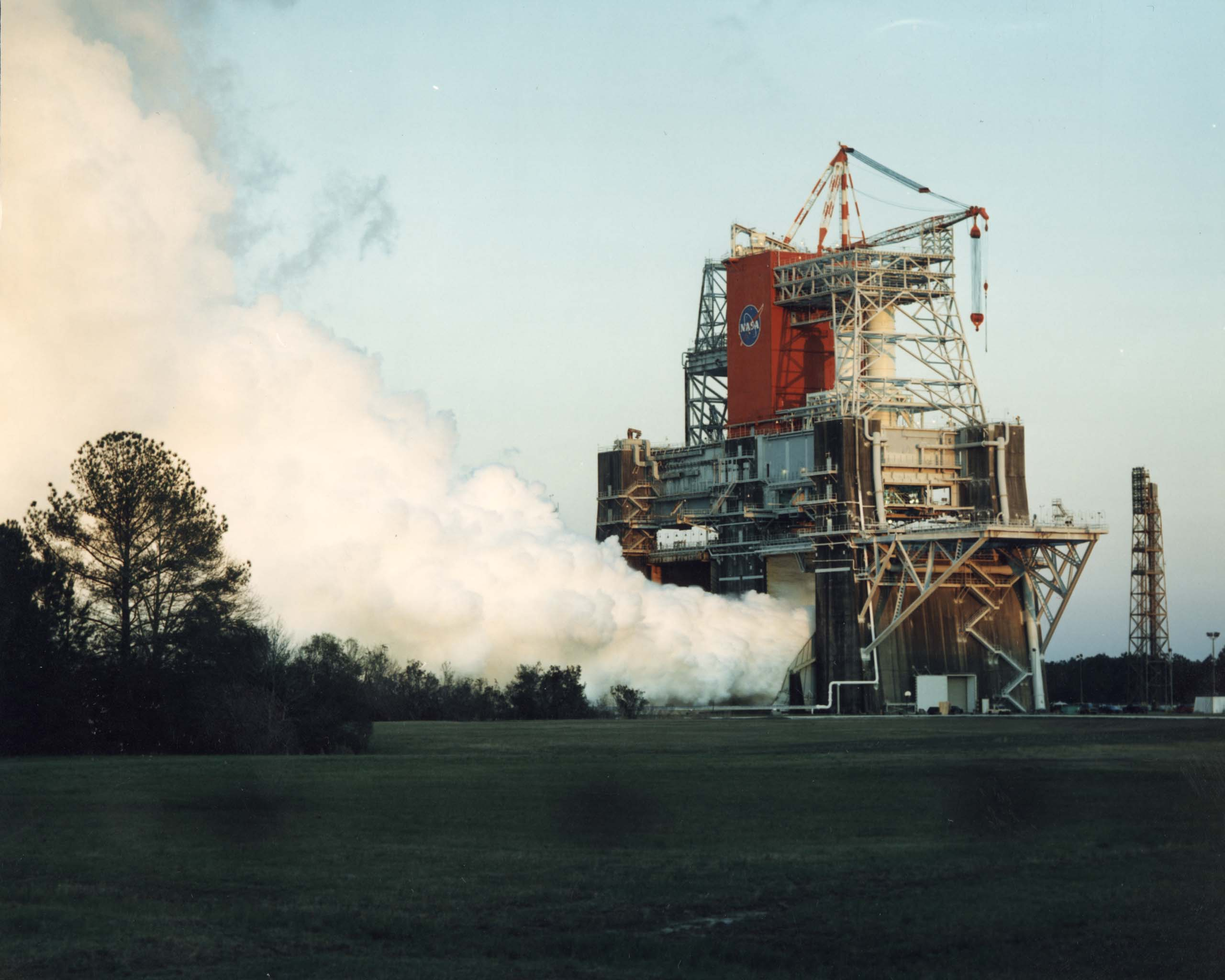
Prueba del motor B-1 del transbordador espacial

Motores de los cohetes se suelen probar estáticamente en una instalación especialmente diseñada antes de su puesta en producción. Para los motores de gran altitud, o bien se emplea una tobera más corta, o es probado en una gran cámara de vacío.

## Fiabilidad
Los motores cohete tienen una reputación de baja fiabilidad y peligrosos, especialmente fallos catastróficos. En contra de esta reputación, los cohetes cuidadosamente diseñados pueden hacerse arbitrariamente fiable. En uso militar, los cohetes no son fiables. Sin embargo, uno de los principales usos no militares de cohetes es para su lanzamiento orbital. En esta aplicación, el acento normalmente se ha colocado en el peso mínimo, y es difícil lograr una alta fiabilidad y bajo peso al mismo tiempo. Además, si el número de vuelos lanzados es bajo, hay pocas posibilidad de un diseño, las operaciones de fabricación o error causando la destrucción del vehículo. Esencialmente, todos los vehículos de lanzamiento son vehículos de prueba para los estándares aeroespaciales normales (a partir de 2006 ).
El avión cohete  X-15 alcanzó una tasa de fallo del 0,5 %, con un fallo catastrófico durante la prueba de suelo, y el SSME ha logrado evitar fallas catastróficas en más de 350 motor·vuelo.

## Historia de los motores cohete

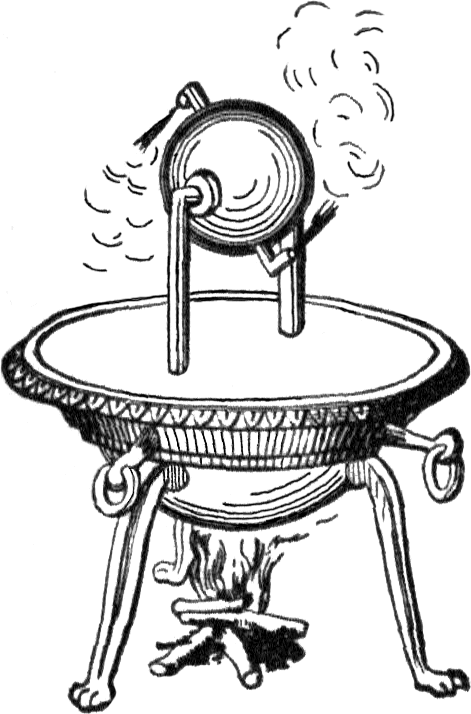
Eolípila

De acuerdo con los escritos del romano Aulo Gelio, en c. 400 aC, un griego pitagórico llamado Arquitas, impulsó un pájaro de madera a lo largo de cables con vapor de agua. Sin embargo, no parece haber sido lo suficientemente potente como para despegar bajo su propio impulso.
La Eolípila descrita en el siglo I a. C. (a menudo conocida como motor de Herón) consiste esencialmente un cohete de vapor en un rodamiento. Fue creado casi dos milenios antes de la Revolución Industrial, pero los principios detrás de él no se entendían bien, y su potencial no se aplicó durante un milenio.
La disponibilidad de pólvora negra para lanzar proyectiles fue un precursor del desarrollo del primer motor cohete de combustible sólido. En el siglo IX los alquimistas taoístas chinos descubrieron la pólvora negra mientras buscaban el elixir de la vida, este descubrimiento accidental condujo a disparar flechas que fueron los primeros motores cohete para dejar el suelo.
Los motores cohete fueron también usados por el sultán Fateh Ali Tipu, el rey de Mysore. Estos cohetes podían ser de varios tamaños, pero generalmente consistían en un tubo de hierro dulce martillado de aproximadamente 20 cm (8 pulgadas) de largo y un diámetro de entre 3,8 a 7,6 cm (1,5 a 3 pulgadas), cerrado en un extremo y atado a una rama de bambú de cerca de 120 cm (4 pies) de largo. El tubo de hierro actúa como una cámara de combustión y contenía como propelente pólvora negra bien apretada. Un cohete con alrededor de una libra de pólvora podría recorrer 910 m (casi 1000 yardas). Estos "cohetes", equipados con hojas cortantes, solían viajar a larga distancia varios metros en el aire, antes de caer con las puntas afiladas frente al enemigo. Fueron utilizados contra el imperio británico con gran eficacia.
El lento desarrollo de esta tecnología se mantuvo hasta finales del siglo XIX, cuando los escritos de Konstantin Tsiolkovsky habló por primera vez acerca de motores cohete alimentados con líquidos .
Estos de forma independientemente se convirtieron en una realidad gracias a Robert Goddard. Goddard también utilizó una tobera Laval por primera vez en un cohete, duplicando el empuje y el aumento de la eficiencia en varias veces.
Durante la década de 1930, los científicos alemanes, como Wernher von Braun y Hellmuth Walter, investigaron la instalación de motores cohetes de combustible líquido en aviones militares (Heinkel He 112, He 111, He 176 y el Messerschmitt Me 163).
La turbobomba fue empleada por primera vez por científicos alemanes en la Segunda Guerra Mundial. Hasta entonces enfriar la tobera era problemático, y el misil balístico A4, más conocido como V-2, utilizaba alcohol diluido como combustible, lo que reduce suficientemente la temperatura de combustión.
La combustión escalonada (Замкнутая схема) fue propuesta por primera vez por Alexey Isaev en 1949. El primer motor de combustión escalonada fue el S1.5400 utilizado en el cohete soviético planetario, diseñado por Melnikov, un ex asistente Isaev. Por la misma época (1959), Nikolai Kuznetsov comenzó a trabajar en el motor de ciclo cerrado NK-9 para el MBIC orbital de Korolev, GR-1. Kuznetsov desarrolló más adelante el diseño de los motores NK-15 y NK-33 para el fracasado cohete lunar N1.
En Occidente, un desarrollo similar fue construido en Alemania en 1963 por Ludwig Boelkow.
Motores alimentados con peróxido de hidrógeno/queroseno como el británico Gamma de la década de 1950 utilizó un proceso de ciclo cerrado (posiblemente no combustión por etapas, pero eso es sobre todo una cuestión de semántica) descomponiendo catalíticamente el peróxido en vapor de agua y oxígeno para impulsar las turbinas antes de la combustión con el queroseno en la cámara de combustión adecuada. Esto le dio la ventaja de eficiencia de combustión por etapas, evitando al mismo tiempo los problemas de ingeniería más importantes.
Los primeros motores de hidrógeno líquido exitosos fueron desarrollados en Estados Unidos, el motor RL-10 voló por primera vez en 1962. Los motores de hidrógeno se emplearon como parte del proyecto Apollo, emplear hidrógeno líquido como combustible da una masa fase bastante menor, reduciendo así el tamaño global y el coste del vehículo pero por otro lado la tecnología criogénica necesaria para manipular el hidrógeno líquido es compleja y su baja densidad requiera de bombas voluminosas.
El motor cohete SSME del transbordador espacial es el de mayor impulso específico de vuelo en tierra.

## Ventajas de los motores cohete
1. Es el motor más potente en relación con su peso.
2. No tiene partes móviles, lo que lo hace muy resistente.
3. No requiere lubricación ni enfriamiento.
4. Es el motor más fiable en cuanto a fallos mecánicos.
5. Su reacción es instantánea.
6. No pierde potencia con el uso.
7. No utiliza oxígeno atmosférico, por lo que es susceptible de ser utilizado en aplicaciones espaciales.
8. Es el más sencillo de los motores en su funcionamiento.

## Desventajas de los motores cohete
1. Es el motor que consume más propelente.
2. Es el motor que más ruido produce, ya que el flujo de salida es supersónico.
3. En los motores de propergol sólido, una vez comenzada la reacción, ésta (en la mayoría de casos) no se puede detener.